# Freycenet-la-Cuche
Freycenet-la-Cuche è un comune francese di 154 abitanti situato nel dipartimento dell'Alta Loira della regione dell'Alvernia-Rodano-Alpi.

## Società

### Evoluzione demografica
Abitanti censiti